# 安妮·勃朗特
安妮·勃朗特（英語：Anne Brontë，1820年1月17日—1849年5月28日），19世纪英国小说家、诗人，是英国文学史上著名的勃朗特三姊妹之一。安妮出生于牧师家庭，一生中大部分的时间都居住于约克郡荒野中的小镇哈沃斯。安妮·勃朗特自少年时就和艾米莉·勃朗特一起创造了虚构国家冈达尔，以其为主题创作诗歌，后来开始用诗歌表达内心感情。1846年和两位姐姐夏洛特·勃朗特、艾米莉·勃朗特共同出版了诗集。她曾两次出外担任家庭女教师，根据亲身经历创作了小说《艾格妮丝·格雷》，小说如实反映了社会对家庭女教师这个群体的漠视和不公，呼吁提高家庭女教师的地位，关注孩子的早期教育:96-97。
1848年，安妮的第二部小说《威尔德菲尔庄园的房客》出版，小说使用了双重叙事结构，讲述一名力图摆脱酗酒的丈夫和靠画画独立生活的妻子的经历，其中涉及女性的独立自主，男性的酗酒、生活放荡、家庭暴力等恶习，和家长对孩子的恶劣影响这些超前于时代的主题:99-100。
1849年安妮因肺结核早逝，年仅29岁。由于各种原因，她在后世的名气远不如创作《简·爱》的夏洛特·勃朗特和创作《呼啸山庄》的艾米莉·勃朗特，几乎被人遗忘:2-3。今日的研究者认为不应只把安妮视作夏洛特和艾米莉的小妹，她在文学史上占有自己的一席之地:2-3。

## 家庭背景
安妮·勃朗特的父亲帕特里克·勃朗特（Patrick Brontë, 1777–1861）生于爱尔兰岛东端唐郡的洛克布里克兰德（Loughbrickland），是家中的长子。帕特里克没有像其他农家长子那样终生务农，而是受到了较好的教育。帕特里克从十六岁起就自己开办学校，这也许引起了当地神职人员的注意，让他受到了更好的教育。1798年，爱尔兰发生起义，帕特里克的学校被迫关闭，他开始作家庭教师。1802年，帕特里克进入剑桥大学圣约翰学院就读，四年后成为文学学士。毕业后，修过多门神学课程的帕特里克·勃朗特到维特菲尔德担任副牧师，第二年正式成为英国国教会牧师。:20-30
其后的几年中，勃朗特牧师在不同的教区担任教职，余暇也写作和发表诗歌。1812年勃朗特牧师在哈特舍尔德任职时，被开学校的朋友请去考核学生，结识了朋友的外甥女玛丽亚·布伦威尔（Maria Bromwell，1783-1821）。玛丽亚·布伦威尔是彭赞斯的成功商人托马斯·勃兰威尔和银匠的女儿安妮·卡恩的第八个孩子，富裕的家境让她受到了良好的教育:12-13。两人彼此吸引，于当年年底结婚。从1814年到1820年的六年间，玛丽亚为勃朗特牧师生下了五女一子，分别是玛丽亚、伊丽莎白、夏洛特、布伦威尔、艾米莉和安妮:49-60。

## 幼年

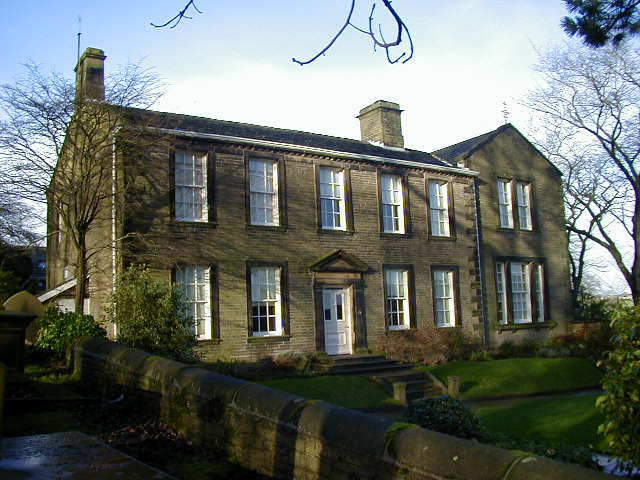
哈沃斯的牧师住宅，现为勃朗特博物馆

1820年1月17日，安妮·勃朗特出生于勃朗特家在西约克郡索恩顿（Thorton）市场街七十四号的住宅，这里对于两个大人、六个孩子、两位仆人和一位护士来说，已经是几无立锥之地了。经过勃朗特牧师四处写信求职，他被任命为七英里以外的哈沃斯（Haworth）的常驻教区牧师:86-89。比起索恩顿来，哈沃斯较为繁华，牧师居所有五个卧室，远比之前宽敞。但哈沃斯缺少排水系统，饮用水被严重污染，当地平均寿命只有25岁，牧师居所的窗子望出去就是葬了很多早夭儿童的教堂墓地:20-23。勃朗特家搬到哈沃斯时，玛丽亚已经被诊断为癌症，为了帮助忙碌于教区事务的勃朗特牧师照看玛丽亚，玛丽亚的姐姐伊丽莎白·勃兰威尔来到了哈沃斯。1821年9月15日，玛丽亚去世。不久，从悲痛中恢复过来的勃朗特牧师继续担负起教区事务来。年底他到朋友家作客，玛丽亚的朋友伊丽莎白·佛斯对他表示了同情和安慰，牧师随后向其求婚，希望给六个孩子寻找一位继母，但被拒绝。:102-106
来照顾玛丽亚的伊丽莎白姨妈一直留在住所抚养六个孩子长大。随着六个孩子的成长，已经能自理的玛丽亚和伊丽莎白会尽力帮助姨妈干些家务，而最小的安妮则成为伊丽莎白姨妈的宠儿，两人一直同住一个房间:19。安妮自幼体弱多病，后来她在自传体长诗《self communion》中回忆说，童年最深刻的印象就是觉得自己“无助、瘦弱、充满无来由的恐惧感；单纯、易骗，相信所有听到的话”:155。安妮四岁时，勃朗特牧师曾问她“作为一个孩子最想要什么？”，安妮回答说“年龄和经历”:185。在安妮的成长过程中，伊丽莎白姨妈虔诚的循道宗信仰有着很大的影响:35，而勃朗特家新来的女仆泰比·艾克罗伊德则给孩子们带来了大量的“爱尔兰神话和英国北部乡村传说”。

## 成长

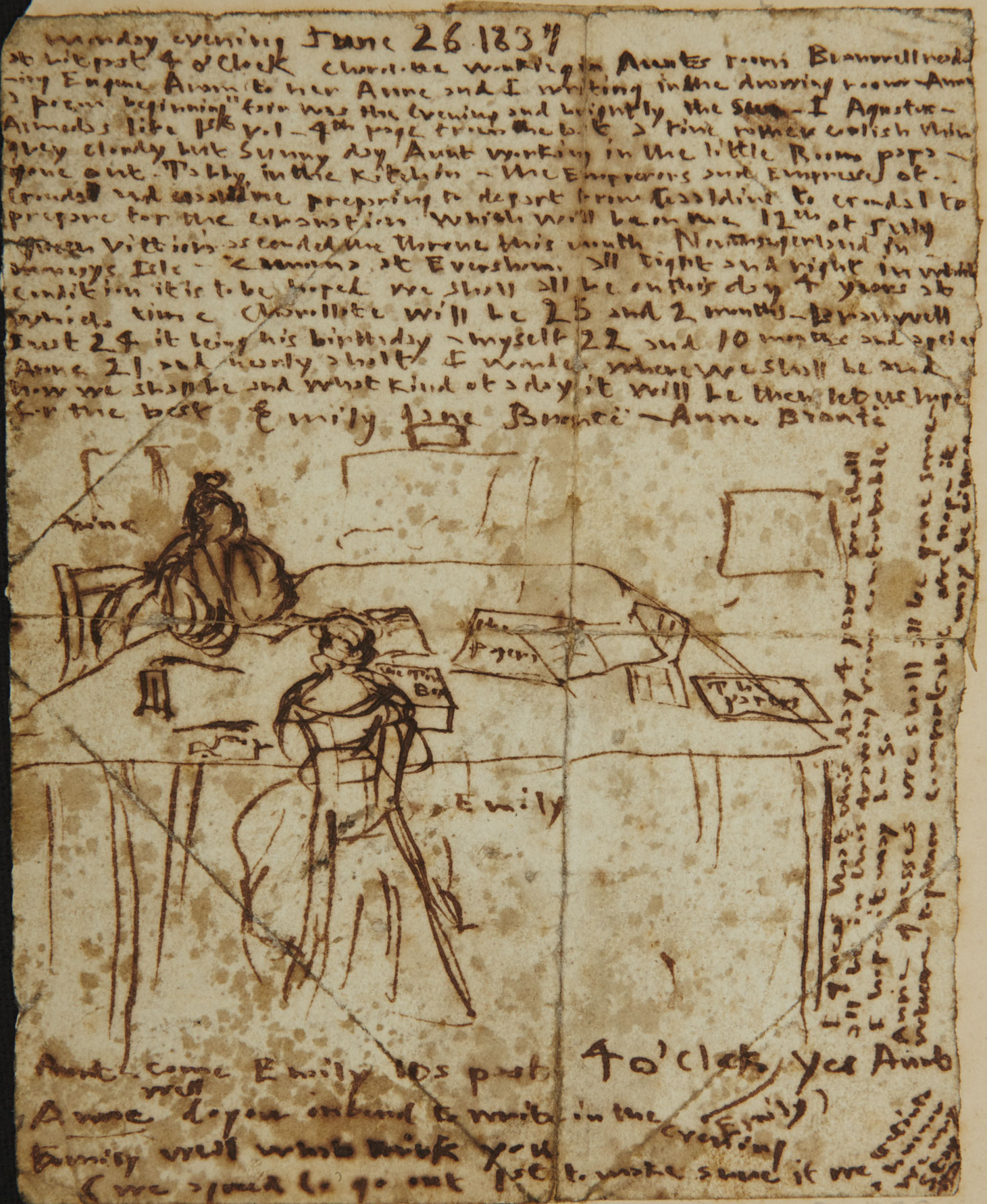
艾米莉和安妮的一页日记

1825年夏天，出外上学的玛丽亚和伊丽莎白相继得病夭折，整个家庭陷入悲伤和痛苦。勃朗特牧师再不敢把孩子送出去，就在家中教育子女:35-45。他鼓励孩子们多读书，伊丽莎白姨妈则希望女孩子们多学习家政，于是孩子们每天在固定时间到四英里外的基斯利图书馆借书，背着沉重的书籍欣喜地跑回来:146。1826年6月，勃朗特牧师送给布伦威尔一队玩具士兵作礼物，这激发了孩子们的想象力，他们给士兵取了名字，还安排了性格。夏洛特回忆，安妮选择的是一个“很像她自己的小士兵”，称它为“等待的男孩”。
在之后的几年中，几个孩子从这些士兵开始，创造了一个叫安格利亚的虚构非洲国家。安格利亚包括很多现实世界的特征，夏洛特和勃兰威尔以安格利亚生活的人物的口气写诗，并真伪参半地写了安格利亚的编年史，但还不到十岁的安妮在安格利亚的构建中起了多大作用很难搞清楚:154-155。随着年龄逐渐增大，安妮也跟随当地的神职人员学习了拉丁文、法语、音乐和美术等课程:150-151。家中藏书如埃德蒙·伯克的美学著作、约翰·弥尔顿的《失乐园》、罗伯特·伯顿的《忧郁的解剖》和伊丽莎白姨妈订阅的循道宗杂志都对她产生了影响:25。
1832年夏天，勃朗特牧师在当地成立了一所国教会主日学校，孩子们要轮流担任教师，勃兰威尔被评价为“全然没有耐心”，安妮则被认为是“看起来最和善，但教起书来是最严谨的一位”。此时去罗海德学校（Roe Head School）上了一年学的夏洛特回家度假，她回忆说自己回来后要做的事情之一就是泡茶，让教书教得很累的安妮和艾米莉高兴起来:183-185。1833年，夏洛特的朋友艾兰·努西（Ellen Nussey）访问了哈沃斯，她写道：“安妮，可爱文静的安妮……漂亮的淡棕色秀发曲卷着披在脖颈上，有一双迷人的蓝紫色眼睛，眉毛是精心绘过的，白皙的面庞像透明的玉石。”“安妮和艾米莉就像双胞胎，是无法分离的同伴，意气相投，始终如一”。:42-44。
“就像双胞胎”的安妮和艾米莉经常一起写图文并茂的日记，在1834年的日记中艾米莉第一次提到了“冈达尔”的名字。冈达尔是艾米莉和安妮一起创造的属于她们俩的虚构国家，是之安格利亚的邻国。冈达尔的风景多取材于遍布西约克郡的石南荒野，它和各邻国发生的战争、结盟、借贷等事件则源于于当时的政局。艾米莉和安妮把自己假想成冈达尔中的人物，书写了很多诗歌和叙事片段:25-27。个性很强的艾米莉占据着主导地位，安妮表现出了对姐姐的顺从，但有时也会觉得无人理解自己:39-41。

## 学校教育

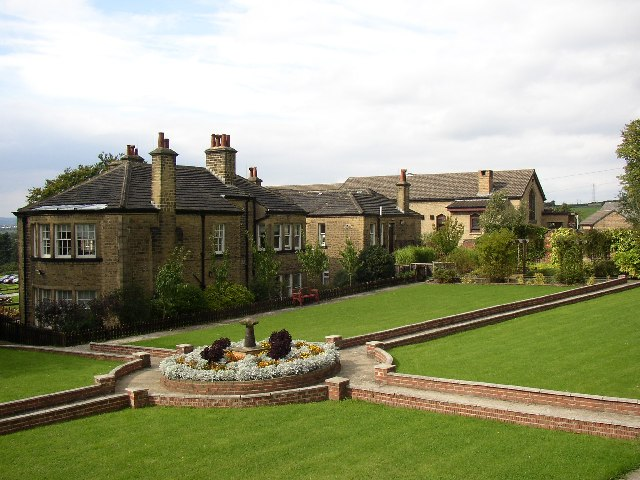
罗海德学校，勃朗特三姐妹都曾在此受教育

1835年10月，在不适应学校生活的艾米莉返家之后，安妮接替她进入罗海德学校就读，这是十五岁的她第一次离家。夏洛特当时已经在学校任教，这个身份让她不能多关照安妮，但的确很关心妹妹的健康。安妮在学校没什么朋友，只是安静努力地学习，她很清楚需要接受学校教育，用学到的知识谋生，最终她赢得了1836年颁发的优秀奖:237-240。1836年圣诞节前安妮和夏洛特回到了家，安妮照顾着摔伤的女仆泰比·艾克罗伊德，同时继续了写有关冈达尔的诗歌:51。她在此时写的《格拉尔达夫人》，渲染了阴沉的气氛，描绘出冈达尔的这位格拉尔达夫人的绝望心情，这也是安妮·勃朗特现存的第一首诗:62-63。
1837年在接触了很多的加尔文主义思想之后，安妮在是否所有的人都可以被拯救这一问题上遇到了信仰危机。夏洛特一直认为安妮是个孩子，而安妮的同学们又太小，这种无处倾诉使她写了《地牢中的声音》一诗，之后就病倒了。安妮的症状是强烈的胃疼和说话困难，后来她在诗中写到这种无人倾诉的状况：“那亲爱的名字，我徒劳无益地挣扎着想喊出的名字，消失在几乎不可分辨的舌尖低语中”。摩拉维亚教会的拉·特洛普多次看望安妮，通过他的开导，安妮的信仰危机有所缓解，但病情仍不容乐观。夏洛特为此十分着急，甚至和安妮的老师沃勒小姐争吵了起来:50-55。1838年1月份勃朗特牧师把安妮接回了家，她逐渐恢复了健康。考虑到安妮不稳定的健康情况，勃朗特牧师要求她留在家里不再回学校读书，安妮就在家和艾米莉继续创作关于冈达尔的诗歌和日记:285-286。

## 家庭教师

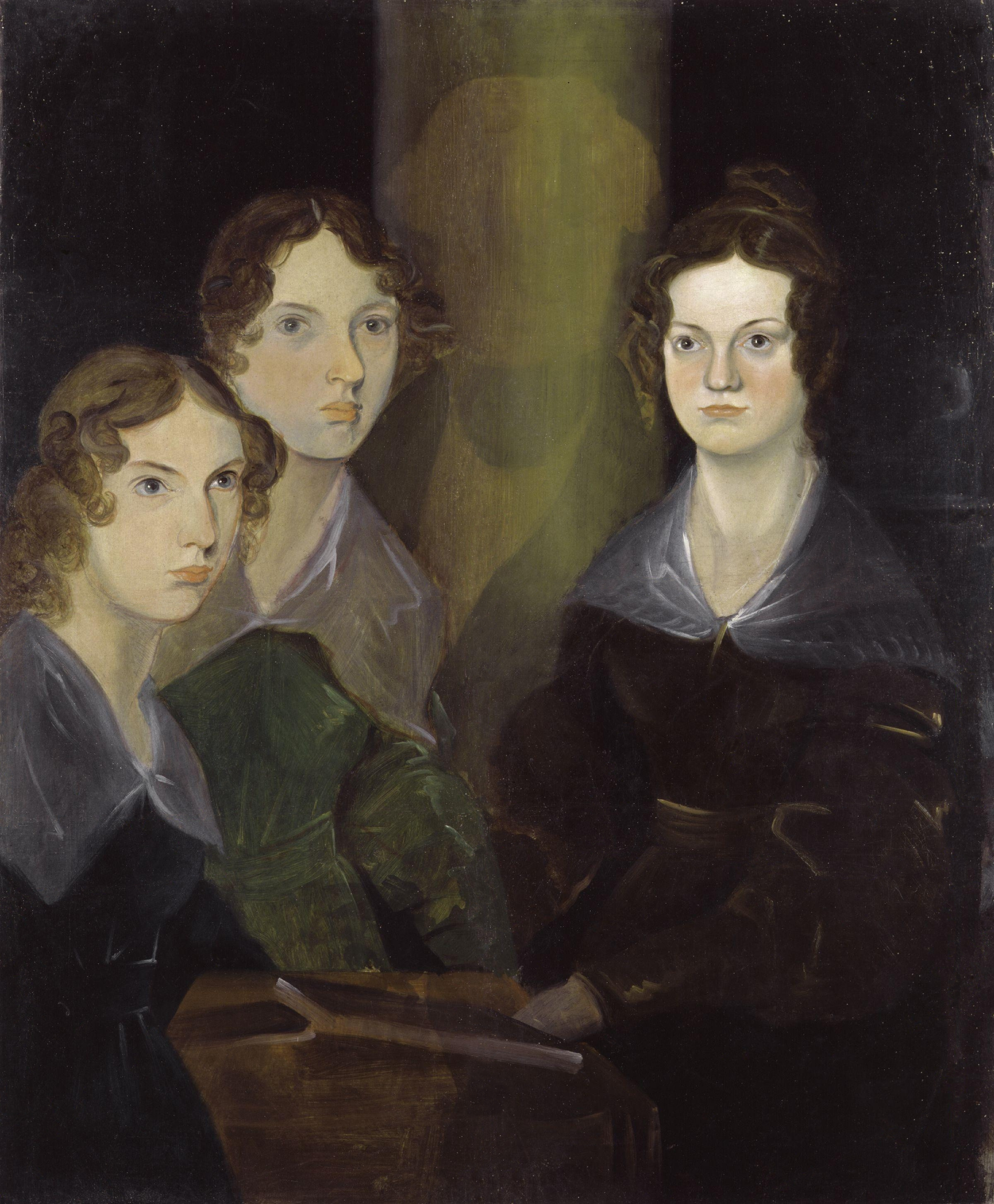
其兄布伦威尔所画的勃朗特三姐妹画像

1839年春天，其兄布伦威尔开设艺术工作室的计划失败，只得回家；艾米莉当了一阵家庭教师后因健康问题回家休养；夏洛特一时找不到工作；勃朗特牧师发现他又遇到了得用微薄薪俸养活好几个孩子的局面。宁静而现实的安妮以自己的方式帮助了家庭，她获得了到布莱克庄园的英格汉姆家当家庭教师的职位。安妮拒绝了任何人的陪同，獨自一人前往并很快就安顿下来:307-310；但她很快就发现情况远比料想的要糟，学生骄纵野蛮，甚至故意折磨自己。安妮很难管住他们，更别提让他们学到什么东西，有一次她甚至气得把学生锁在了桌腳上；安妮向孩子的父母抱怨，卻没有得到他们的支持，反而被认为不适合作家庭教师:60-61。
1839年圣诞节，失去工作的安妮回到了家，三姐妹团聚了；在布莱克庄园亲身经历的种种遭遇后来被安妮写進《艾格妮丝·格雷》中:83-84。安妮结识了他父亲的新助手威廉·维特曼（1814-1842），从杜伦大学毕业的维特曼是从8月底开始在教区工作的，他在牧师住宅很受欢迎:531。1840年情人节，维特曼给从未收到过情人节赞歌的三姐妹每人写了一首诗:325-326；安妮在这一阶段的画作中，出现了面向大海且多愁善感女性的形象，而写的诗歌中也出现了如朝阳般的男子和动情女性的形象，研究者推测她对维特曼有强烈的好感:62-63。
1840年5月安妮得到了自己的第二份工作，到索普格林（Thorp Green）的罗宾森家担任四个孩子的家庭女教师。6月她跟随罗宾森一家到北约克郡的士嘉堡去度假；安妮很喜欢毗邻海边、景色优美的斯卡布羅，乐于在这里散步，发现奇妙的景观:86-97。从1840年下半年起，安妮的诗发生了分化，在她归家时会和艾米莉一起创作有关冈达尔的诗，甚至和艾米莉一起模仿冈达尔中的人物做了一次旅行，但她在索普格林时就会创作表达自己的个人情绪的诗歌。不久，安妮发现她遇到了在布莱克庄园遇到过的同样问题：自己十分想家，孩子不服管教，罗宾森夫妇不支持自己，她甚至在日记中写道“我不喜欢这家的情况，希望能改变它。”她没能改变什么，但是的确坚韧地留了下来，并和自己的两个学生成了朋友:80-81。
1841年6月回家度假的安妮又见到了维特曼，但不多久她又去斯卡布羅和罗宾森家会合了。此时她开始写自己的独立日记，在日记中她提到了三姊妹计划开一所自己的学校。1842年，回家度假的安妮发现维特曼已因为霍乱去世，同年12月她为“一位不为人知的男子”写了一篇挽歌，表达了她的哀伤和苦痛。勃朗特姊妹此时考虑了包括牧师住宅在内的几个校址，但没有真正付诸行动，试图开设学校的努力也被写到了《艾格妮丝·格雷》之中。
1842年11月初，抚养勃朗特姐妹长大的伊丽莎白姨妈去世，夏洛蒂和艾米莉当时正在布鲁塞尔上学，只有安妮赶回参加了葬礼:12。1843年1月安妮回到了索普格林，之后为其兄布伦威尔谋到了一个位置，让他担任已经长大的艾德蒙德的家庭教师。

## 诗集出版

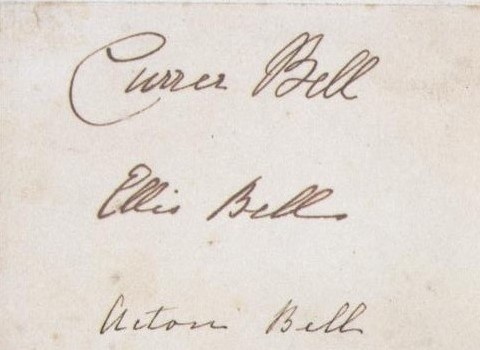
三姐妹所用笔名的签名

从1844年起，安妮越发难以忍受罗宾森家的环境，而其兄布伦威尔在罗宾森家的影响下变得更加放浪不羁更让安妮十分痛苦，她只能靠写诗来排解。1845年6月，安妮·勃朗特突然辞去了索恩格林的家庭教师职位，回到了哈沃斯，一般认为是因为布伦威尔和罗宾森夫人关系暧昧，而罗宾森先生暗示安妮担当了中间人所致:105-110。安妮回到家中后，一面陪伴视力减退，情绪低落的父亲，一面开始写《艾格妮丝·格雷》:41。秋天，夏洛特偶然看到了艾米莉的诗，认为可以将其发表。个性很强的艾米莉对夏洛特的发现很不高兴，认为姐姐干涉了自己的隐私。安妮基本赞成夏洛特的计划，为了平息夏洛特和艾米莉之间的争吵，她主动贡献了自己的诗:478-479。
三姐妹都没告诉布伦威尔和父亲，安妮和艾米莉各挑选了1840年之后写的二十一首诗，夏洛蒂则选了自己早期的十九首诗，加上伊丽莎白姨妈提供的钱，就把这部诗集寄给了出版社。由于担心评论者会因为作者是女性而给予不公正的评价，三姐妹都使用了化名。化名的姓贝尔来源于教堂的副牧师，三个名的头字母和三姐妹的头字母相同，安妮就成了艾克顿·贝尔（Acton Bell）:129-130。1846年5月，165页的《库勒、艾利斯和艾克顿·贝尔诗集》开始以出售，评论界给了一些好评，但销售量非常惨淡，第一年只卖出去两册。夏洛特后来认为，在三姐妹的诗集中，自己的诗歌很幼稚，艾米莉的诗“粗犷、忧郁、崇高”可以传世，安妮的“自有其真挚可爱的凄婉情趣”:17。

## 《艾格妮丝·格雷》
在诗集还未获得反响之前，勃朗特三姊妹就已经完成了各自的第一部小说。由于艺术观点不同，三姊妹的关系出现了裂痕，安妮为此还写了两首号召家庭和谐的诗歌:133-134。1846年7月，《教师》、《呼啸山庄》和《艾格妮丝·格雷》三部小说的套装开始在伦敦的出版商手中流转。几次被拒之后，《呼啸山庄》和《艾格妮丝·格雷》被接收了，《教师》无人愿意出版。夏洛蒂不久就写出了《简·爱》，很快被Smith, Elder & Co.出版。出版商受到《简爱》热销的鼓励，才匆匆于1847年12月出版了《呼啸山庄》和《艾格妮丝·格雷》，尽管艾米莉和安妮所提出的样书中的错误基本都没有改正:60-70。评论界为《呼啸山庄》感到震惊，而忽视了《艾格妮丝·格雷》:539-540。
《艾格妮丝·格雷》（Agnes Grey，1847）初名《一个人的生活片段》，讲述了自幼受人宠爱的娇弱少女艾格妮丝·格雷主动外出担任家庭女教师，以帮助经济窘迫的家庭。她遇到的绅士们表面上很有风度、谈吐优雅，实际上精神匮乏，以讽刺侮辱他人为乐；女主人并不关心孩子想什么，只是一味骄纵；孩子完全被惯坏，不知道尊重别人，整天打闹或虐待动物。艾格妮丝·格雷很难让孩子学到东西，觉得自己完全是个“出现在陌生地方的陌生人”。她以极大的自制力控制着自己的情绪，坚持以善良影响孩子，教导孩子善待动物，抵抗从父亲和叔叔来的坏影响。最终，艾格妮丝和学生成为了朋友，最后和同样善良的牧师韦斯顿结婚:1-4:230-257。
在英国文学史上，1840年代出现了多部以女家庭教师为主人公的小说。与其他小说借女家庭教师的视角观察巨大的社会和经济变化，或是主人公对家庭不满意才走入社会不同，《艾格妮丝·格雷》中的主人公在家中是主动走向社会的。安妮在书中关注女主人公的心理变化，以图如实地反映社会对女家庭教师这个群体的漠视和不公，获得人们的关注和支持:82-83，就像她在书中所说“如果某位家长从中获得了某种有益的启示，或者某位不幸的女家庭教师由此而稍稍获益，我的一片苦心就算没有白费”:25。与夏洛特和艾米莉较为夸张的叙述风格不同，安妮在《艾格妮丝·格雷》中的叙述风格朴实自然、力求节制甚至带有宗教性的意味（p. 210-211）。爱尔兰名作家乔治·穆尔称其为“一首最好的散文叙事作品”:500，但安妮这种写实的风格和朴实节制的文风也是评论家和后世读者忽视这本书的原因之一。

## 《威尔德菲尔庄园的房客》

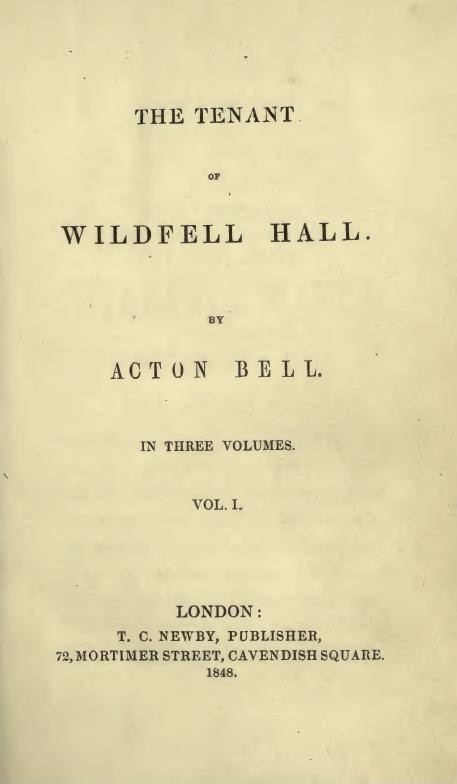
《荒野庄园的房客》初版本，可以看到作者的笔名艾克顿·贝尔

进入1848年后，勃朗特全家都病倒了，光安妮就病了两次。为了安慰自己患着感冒还要照顾布伦威尔的勃朗特牧师，安妮要求夏洛特告诉父亲她们在文学上的成功，勃朗特牧师非常高兴:543-545。1848年6月的最后一周，安妮的糅合索普格林生活经历和勃兰威尔的堕落历程的小说《威尔德菲尔庄园的房客》出版，立刻获得了成功，六周内就销售一空。但出版商纽贝删减了其中不少段落，骗取了安妮的稿酬，还试图让公众相信《威尔德菲尔庄园的房客》和《简爱》的作者是一个人来推销这本书:2-3。为了澄清事实，1848年7月夏洛特和安妮前往伦敦，向出版商乔治·史密斯表明身份。多年之后，乔治·史密斯在《cornhill magazine》上回忆安妮给自己留下的印象：“一位优雅、宁静、十分拘谨的女士，样貌说不上漂亮，但讨人喜欢。她的举止奇特地表现出需要保护和鼓励，总是保持着恳切的神色，让人顿生同情之心”
《威尔德菲尔庄园的房客》（The Tenant of Wildfell Hall，1848）讲述了一位神秘女士带着孩子和仆人来到了多年无人入住的威尔德菲尔庄园。她力求深居簡出，但还是被流言蜚语包围了。不相信传言的年轻农场主吉尔伯特·马克汉姆最终从海伦给他的日记中得知了她的过去。原来，海伦的丈夫亚瑟·亨廷顿自幼娇生惯养，使用各种手段让海伦盲目的爱上了她。结婚之后亨廷顿仍然酗酒，和众多酒肉朋友过着放荡的生活并虐待试图劝他从善的海伦。亚瑟还教儿子喝酒，海伦偷偷在酒中加入了酒石酸让儿子完全讨厌酒味。亚瑟又试图教儿子谩骂和虐待动物，一直逆来顺受的海伦决定出走，计划当画家来独立生活，却被亚瑟得知，烧毁了画具。海伦最终带着孩子出走，来到了威尔德菲尔庄园。她希望吉尔伯特不再追求在法律上不能结婚的自己。不久海伦得知丈夫病危，赶回家试图给临终的丈夫一些安慰，但阿瑟·亨廷顿拒绝了。阿瑟·亨廷顿去世之后，海伦继承了遗产，她可以自由的从事绘画了。面对仍然追求自己的吉尔伯特，海伦担心再婚后会失去独立地位，最终他们还是喜结良缘。
《威尔德菲尔庄园的房客》是一部超前于时代的作品，当时像海伦·亨廷顿这样的女性，不是嫁人后任由丈夫摆布，就是去当家庭女教师，而亨廷顿却走出家庭，当了画家独立生活:55-57。正如梅·辛克莱（May Sinclair）所说的“海伦·亨廷顿当着她丈夫的面砰地关上卧室门的声音响彻了整个维多利亚女王时代的英国”。本书中的男性形象则是当时社会的缩影，他们普遍存在着酗酒、放荡、虐待家人的恶习，但这在当时的社会是习以为常。安妮·勃朗特将其归结为对男性的教育上有着缺陷，认为社会应该对男性和女性采取平等的教育方式。安妮激进的观点顿时引起了一些评论家的反对，为此安妮在《怀特菲尔庄园的房客》出第二版的时候，增添了一篇口气强硬的前言，她强调了阿克顿·贝尔的独立性，表示对作者的性别的猜测全是无关紧要，重要的是“说真话，因为真话对那些能够接受他的人总是传达它自己的道德”“当我们不得不写罪恶和不道德的人的时候，我坚决认为最好要按他们的真实面貌来加以描述，而不是按他们希望让读者看到的面貌来加以描述”:15。
夏洛特很不喜欢这部小说，她认为“题材的选择整个是个错误，簡直想象不出與作者性格更不合拍的题材了”“我想，写淳朴而自然的事物，安详的描述和朴素的感触，才是阿克顿·贝尔之长”:53。她拒绝了重版小说的要求，出版商为了尊重夏洛特的感情，直到她去世之后才出版了小说的单行本。乔治·穆尔赞赏这篇小说的主题和风格让人想起了简·奥斯汀，但不喜欢其中采用的男主人公在给友人的通信中引述女主人公的日记这种双重叙事结构:120。作品激进的主题、复杂的双重叙事结构和未能及时重版等原因都限制了这本小说的流传，但今日的文学史已经将这部作品和《简·爱》、《董贝父子》《名利场》一起作为那个时期作家对社会的质疑和批评的代表:512

## 家庭悲剧与去世

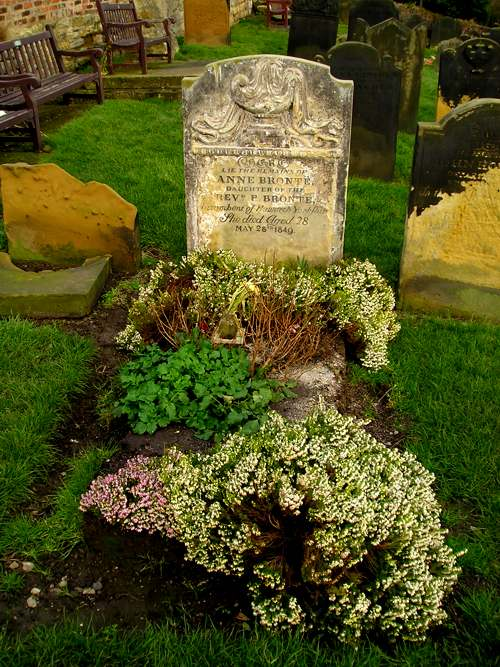
安妮·勃朗特之墓

1848年8月，安妮的《窄路》和《三位导游》两首诗发表在《弗雷泽杂志》上，这也是三姐妹除了诗集之外唯一发表的诗作。9月24日，长期酗酒的兄长布伦威尔去世，年仅31岁，这对全家是个重大打击，而准备布伦威尔的葬礼也让艾米莉和安妮累倒了:569。冬天全家都出现了咳嗽和感冒症状，艾米莉的病情尤其严重，12月19日就去世了:576。
艾米莉的去世让一直与她较为亲密的安妮更加悲伤，安妮开始表现出明显的气短和哮喘，但仍支撑着病体给一位神学家写了回信，讨论《威尔德菲尔庄园的房客》中提及的普救论的问题，表示“我起初是战战兢兢地对它抱着希望，后来则坚定而欢欣地确信它是真实的了”:178-179。
1849年1月上旬，安妮病情加剧，医生诊断她是肺结核，并暗示病已经到了晚期，很难恢复，安妮平静且自制地接受了这个消息；与艾米莉不同，她完全按照医嘱服药治疗:170-172。之后的几个月裡，她的病情时好时坏，但人明显地消瘦和虚弱下去，她决定重返斯卡布羅这个她最喜爱的地方。5月24日，安妮和父亲与家中仆人们告别，和夏洛特、艾琳·努西一起离开了哈沃斯；他们在约克待了一天一夜，安妮坐在轮椅里和夏洛特去购物，还参观了她喜爱的约克座堂。第二天，不想让自己的病限制夏洛特的安妮自己雇了辆驴车出外，大家找到她时，发现她正教导赶车的男孩要善待驴子:184-185。5月27日，病危的安妮看到夏洛特难以抑制自己的悲伤，对她说：“鼓起勇气来，夏洛特，鼓起勇气来”。次日下午两点，安妮去世:593-594。
夏洛特写道：“她離去了，没有剧烈的挣扎，深信上帝，深深确信在她面前的将会是更好的生活”:45。她决定“避免让爸爸再遭受一次葬礼的打击……想让安妮安息在她觉得最快乐的地方，她喜欢斯卡布羅。”于是，安妮就地葬于斯卡布羅圣玛丽教堂墓地。5月30日举行了葬礼，墓碑上写着“安妮·勃朗特在此安息，她是哈沃斯的牧师可敬的帕特里克·勃朗特的女儿。她離去了，年28岁，1849年5月28日”。三年后夏洛特回到这里，发现墓碑上刻错了好几处，为此重刻了墓碑，但仍把安妮的去世年龄刻成28岁。2013年4月，勃朗特学会重立墓碑，才改成了29岁。

## 评价
由于各种原因，安妮·勃朗特被过久地低估了。直到1920年代，经过乔治·穆尔等人的努力，她的作品才得以重新进入人们的阅读视野:13。1959年威尼弗雷德·格林发表了《安妮·勃朗特》，研究者开始重新审视安妮的一生和他的作品。经过爱德华·迟萨姆和朱丽叶·巴克等研究者努力搜寻资料和进行研究，安妮的生平得以重建，她也得以在文学史上占据一席之地，其作品开始被出版社列入各自的英语经典丛书出版:1-2。勃朗特学会的萨莉·麦克唐纳德在2013年说道“在某些方面，她如今被认为是三姐妹里最激进的，敢于触及女性需要保持独立和酗酒是如何弄得一个家庭破裂这么激进的题材。”